# Araeopteron betie
Araeopteron betie là một loài bướm đêm trong họ Erebidae.